# کارین کشونت
 کارین کشونت (انگلیسی: Karin Kschwendt؛ زادهٔ ۱۴ سپتامبر ۱۹۶۸) یک تنیس‌باز اهل اتریش است.